# Trebgast
Trebgast è un comune tedesco di 1 669 abitanti, situato nel land della Baviera.

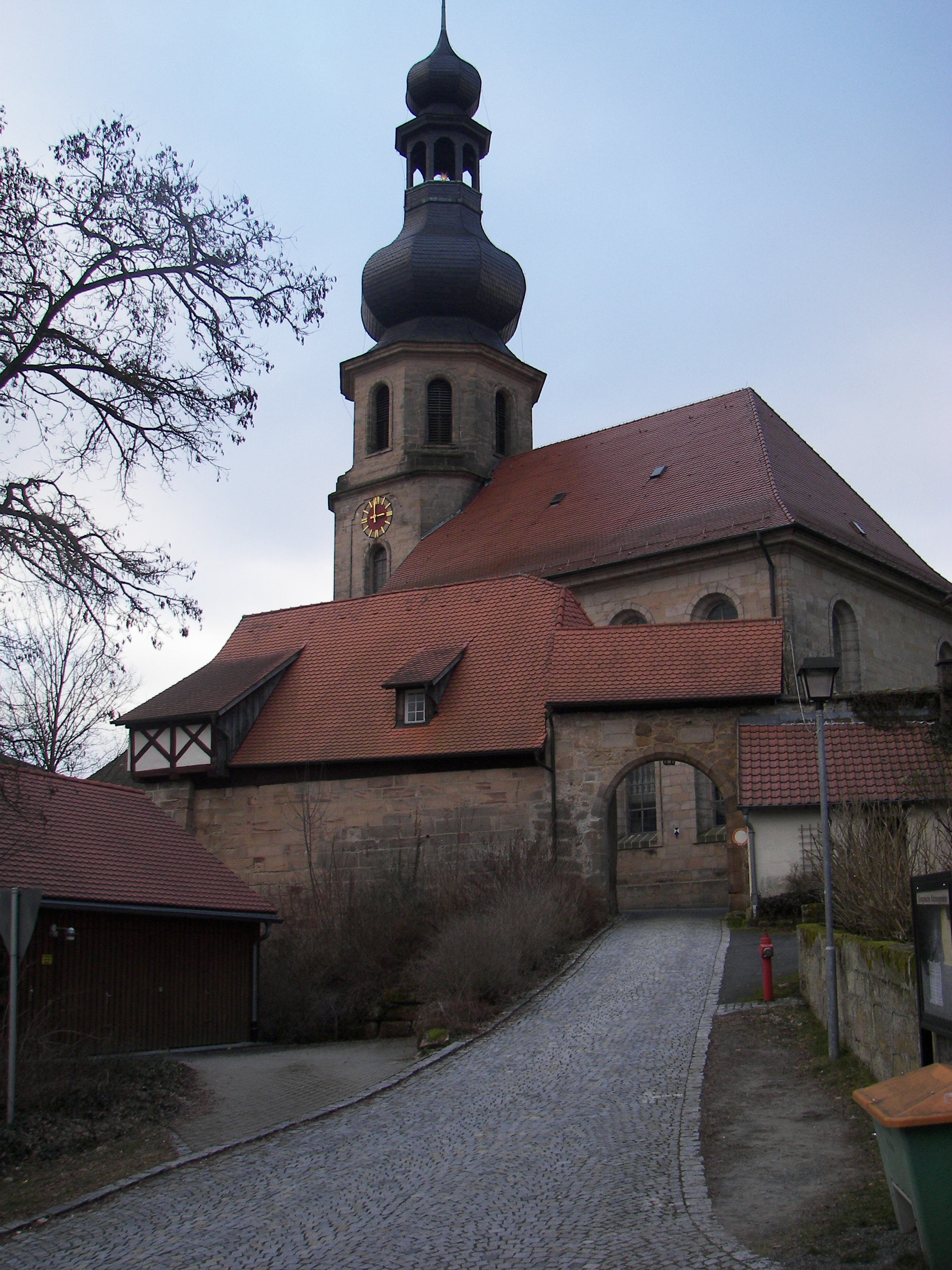
St. Johannes, la chiesa di Trebgast